# Monika Hohlmeier
Monika Hohlmeier z domu Strauß (ur. 2 lipca 1962 w Monachium) – niemiecka polityk i samorządowiec, posłanka do Parlamentu Europejskiego VII, VIII, IX i X kadencji.

## Życiorys
Jej ojcem był premier Bawarii Franz Josef Strauß. Od czasu śmierci matki w 1984 Monika Hohlmeier towarzyszyła ojcu przy oficjalnych wizytach. W 1981 zdała egzamin maturalny, kształciła się w połowie lat 80. w zakresie języków obcych. W 2005 rozpoczęła studia ekonomiczne na Fernuniversität in Hagen.
Podobnie jak ojciec zaangażowała się w działalność polityczną w ramach Unii Chrześcijańsko-Społecznej. W latach 1993–2003 zajmowała stanowisko wiceprzewodniczącej partii. Od 2003 do 2004 kierowała powiatowymi strukturami chadeków w Monachium. W pierwszej połowie lat 90. zasiadła w radzie gminy Vaterstetten, w latach 1990–2008 sprawowała mandat deputowanej do landtagu Bawarii.
Pełniła szereg funkcji w administracji kraju związkowego. Od 1990 do 1993 była członkinią rady ds. edukacji, młodzieży i sportu. Później do 1998 zajmowała stanowisko sekretarza stanu w bawarskim ministerstwie edukacji i kultury, następnie do 2005 sprawowała urząd ministra edukacji i kultury w rządach Edmunda Stoibera.
W wyborach w 2009 z listy CSU uzyskała mandat posłanki do Parlamentu Europejskiego VII kadencji. Przystąpiła do grupy Europejskiej Partii Ludowej, weszła w skład Komisji Kultury i Edukacji. W 2014, 2019 i 2024 z powodzeniem ubiegała się o europarlamentarną reelekcję.